# 工人国际产业联盟
工人国际产业联盟（英語：Workers' International Industrial Union，缩写为WIIU）是一个已不存在的德莱昂主义产业工会。1908年，与美国社会主义劳工党联系密切的激进工会主义者在与世界产业工人联盟（缩写为IWW）主流派因政治行动问题而分裂后，于底特律建立该组织。该组织的领导人是丹尼尔·德莱昂。最初，该组织也以“世界产业工人联盟”为名，被称为“底特律IWW”。经过7年并行存在，该组织于1915年改名为工人国际产业联盟。该组织在美国、加拿大、英国和澳大利亚活动。1919年3月，该组织派代表出席共产国际第一次代表大会。1925年，该组织解散。